# この胸のときめきを (真野恵里菜の曲)
「この胸のときめきを」（このむねのときめきを）は、真野恵里菜のメジャー4枚目のシングル（インディーズから通算して7枚目）。2009年9月30日発売。

## 概要
初回生産限定盤A、B、Cともイベント応募ハガキが封入されていた。
真野恵里菜ファーストコンサートツアー「Introduction 〜はじめての感動〜」コンサート会場にてCD先行予約した際には、特典がついた。
- 9月13日、東京厚生年金会館生写真A
- 9月21日、イオン化粧品シアターBRAVA!（大阪）生写真B
- 9月22日、Zepp Nagoya生写真C

シャ乱Qのはたけが初めて本名名義で作曲を担当した。
2009年10月4日付のオリコンデイリーチャートでは初の1位を獲得した。
ミュージック・ビデオでは、前作「世界は サマー・パーティ」に引き続き、バックダンサーとしてハロプロエッグでS/mileageの和田彩花、前田憂佳、福田花音、小川紗季以上4名が出演している。
テレビ東京系アニメ「キティズパラダイスpeace」エンディング曲。

## 収録曲
全作詞：三浦徳子　作曲：畠山俊昭
1. この胸のときめきを
編曲：solaya
2. ハッピーバースデイ・ママ
編曲：corin.
3. この胸のときめきを(Instrumental)

## 参加ミュージシャン
この胸のときめきを
- ドラム：長堀晶
- プログラミング&その他の楽器：solaya
- コーラス：新堂敦士・稲葉貴子・S/mileage

## イベント

### 発売記念イベント
- 9月29日 18：30 東京：タワーレコード 握手会のみ（真野恵里菜）
- 9月30日 18：30 東京：お台場ヴィーナスフォート（真野恵里菜、S/mileage）
- 10月1日 18：30 神奈川：川崎ラ チッタデッラ（真野恵里菜、吉川友、北原沙弥香、古峰桃香、関根梓）
- 10月2日 18：30 神奈川：クイーンズスクエア横浜（真野恵里菜、吉川友、北原沙弥香、古峰桃香、関根梓）
- 10月3日 11：00 埼玉：大宮ステラタウン（真野恵里菜、吉川友、北原沙弥香、古峰桃香、関根梓）
- 10月3日 20：00 東京：タワーレコード新宿店（真野恵里菜）
- 10月4日 15：30 東京：東京ドームシティラクーア（真野恵里菜、S/mileage）
- 10月4日 18：00 東京：東京ドームシティラクーア（真野恵里菜、吉川友、北原沙弥香、古峰桃香、関根梓、S/mileage）

### 「この胸のときめきを」発売記念 ミニコンサート&握手会
- 10月12日 13：00 東京：サンストリート亀戸マーケット広場（真野恵里菜）
- 10月31日 13：00 東京：日本大学商学部 砧祭 中央ステージ（真野恵里菜）

#### マノソナタ〜プレミアムライブ〜
- 10月15日 18：15/18：45  東京：音楽の友ホール 出演：真野恵里菜　ゲスト：SHUUBI（ピアノ）
- 10月17日 16：30/17：00  大阪：イシハラホール 出演：真野恵里菜　ゲスト：SHUUBI（ピアノ）